# Wharton School

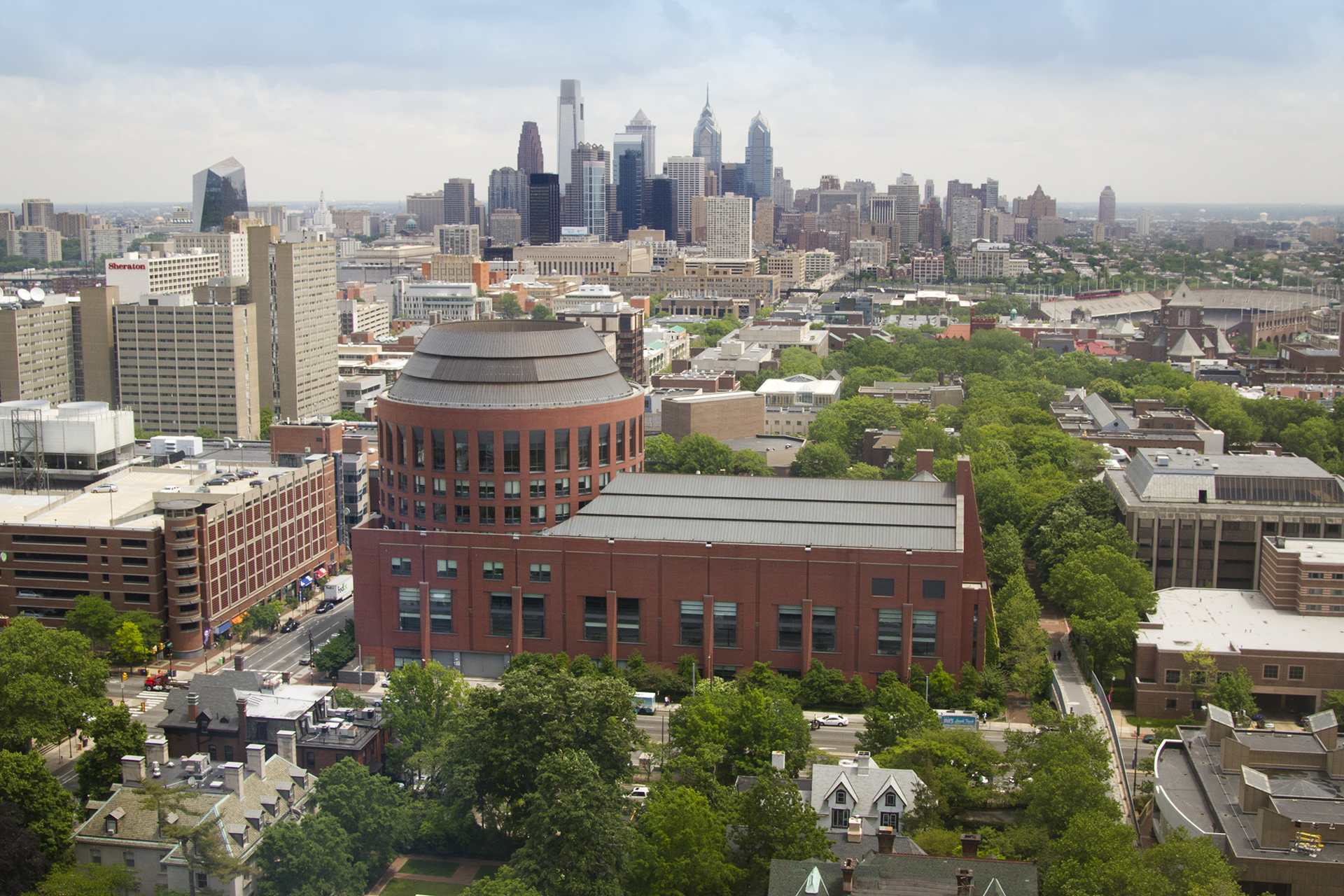
Wharton School of Finance and Commerce

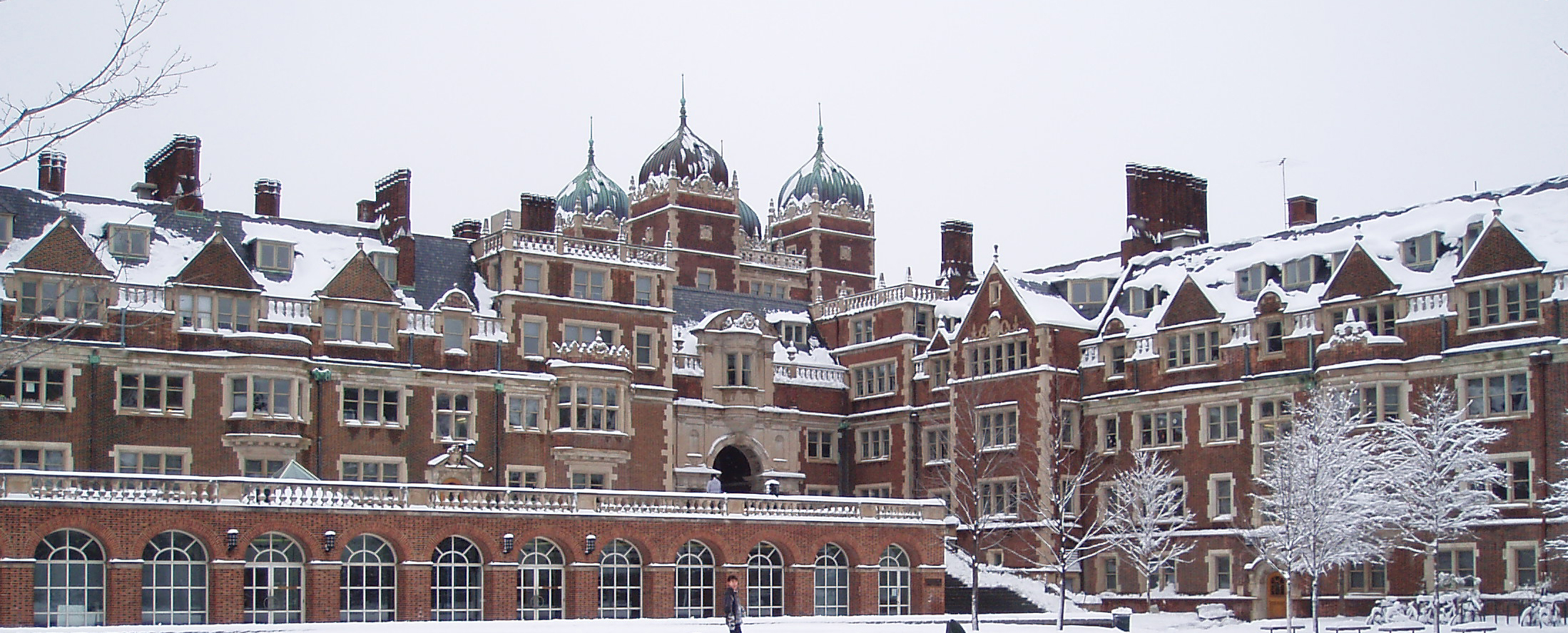
McClelland Hall

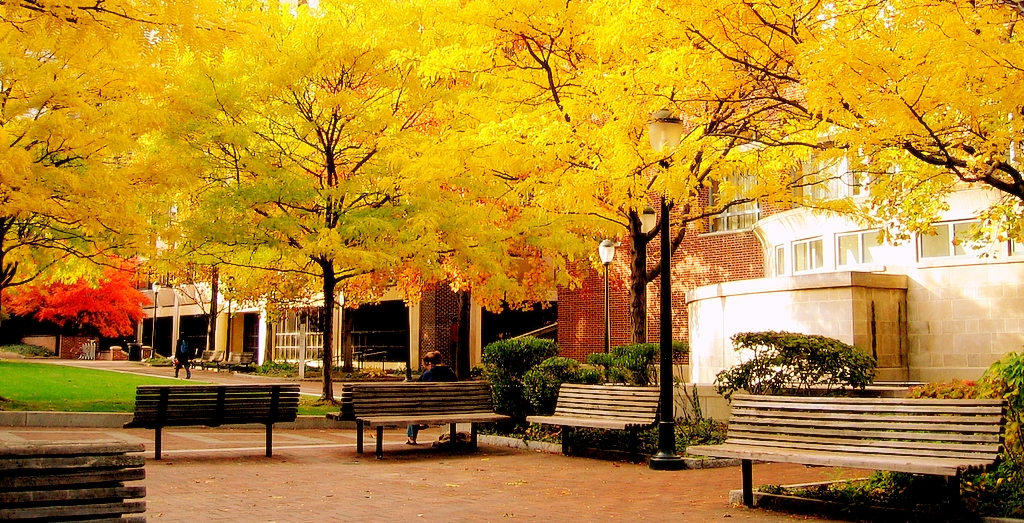
Vance Hall Square

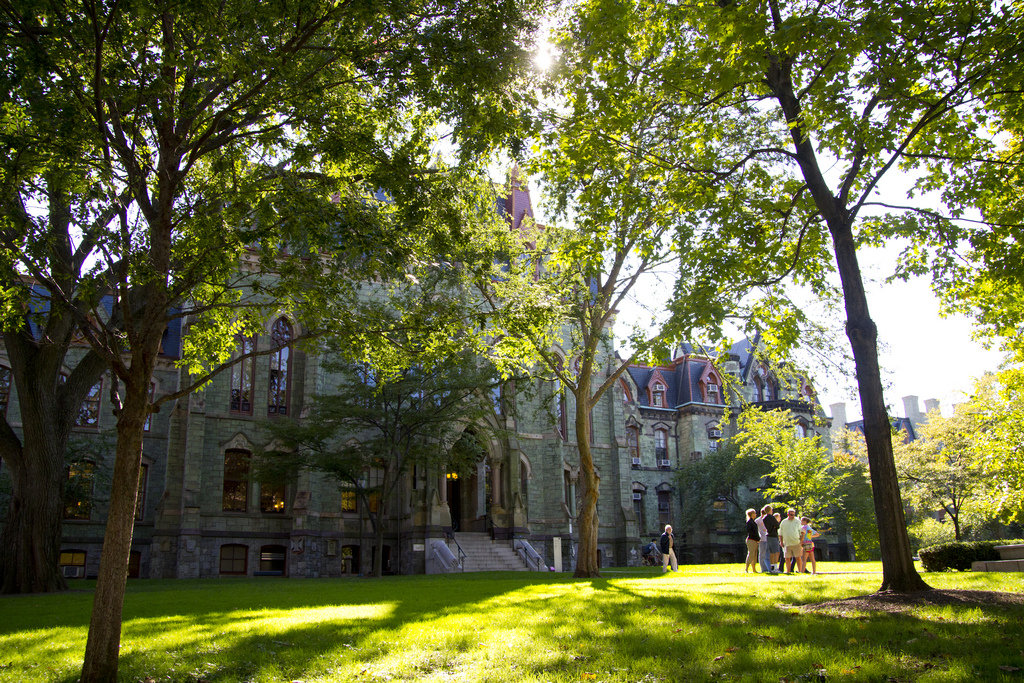
College Green

Die Wharton School (formell auch genannt The Wharton School of the University of Pennsylvania, umgangssprachlich auch als Wharton Business School, The Wharton School oder schlicht Wharton bezeichnet) ist die Business School der University of Pennsylvania, USA. Sie wurde 1881 von Joseph Wharton als erste universitäre Business School der Welt gegründet. Die Wharton School ist Mitglied der Ivy-League, einer Gruppe von Elite-Hochschulen der USA und zählt in Ranglisten zu den renommiertesten Business Schools der Welt. Die Wharton Business School gilt als dasjenige Bildungsinstitut, welches die meisten Milliardäre in den USA hervorgebracht hat.

## Standorte
Die Wharton School hat derzeit zwei Ausbildungszentren, eines in Philadelphia und eines in San Francisco. Außerdem unterhält sie eine weitreichende Zusammenarbeit mit der internationalen Business School INSEAD, die ihren Sitz in Fontainebleau (Frankreich) und Singapur hat.

## Rankings
Bis heute gilt die Wharton School als eine der führenden Business Schools der Welt und ist bekannt für ihre akademischen und praktischen Stärken in allen Fachbereichen. In den Rankings international führender Business Schools für MBA-Studiengänge belegt die Wharton School regelmäßig einen der vorderen Plätze. Seit 2000 rangiert Wharton bei den Financial Times Global Business School Rankings zehn Mal und damit am häufigsten von allen Business Schools weltweit auf dem ersten Platz.
Im Webometrics Ranking Web of Business Schools erreichte die Wharton School 2013 den ersten Platz weltweit, wobei die Copenhagen Business School auf Platz 2 und Harvard Business School auf Platz 3 eingeordnet wurden.
|                                   | 2014 | 2015 | 2016 | 2017 | 2018 |
| --------------------------------- | ---- | ---- | ---- | ---- | ---- |
| FT – Global MBA                   | 4    | 3    | 4    | 3    | 3    |
| FT – MBA für FRAUEN               | -    | -    | -    | -    | 9    |
| The Economist – Global MBA        | 11   | 10   | 12   | 4    | 4    |
| FT - Executive Education – Open   | 19   | 23   | 17   | 14   | 12   |
| FT - Executive Education – Custom | 26   | 47   | 39   | 40   | 24   |

## Studienzahlen
Derzeit studieren jährlich ca. 4.600 Undergraduate-Studenten, MBA-Studenten und Doktoranden sowie ca. 8.000 Teilnehmer an Weiterbildungsprogrammen für Führungskräfte. Es gibt rund 81.000 ehemalige Studenten in 146 Ländern weltweit. Die Studiengebühren pro Jahr belaufen sich auf etwa 65.000 USD.

## Ehemalige Studenten und Dozenten
- Hoodie Allen,  Musiker
- Jeremy Bloom, Freestyle-Skier und American-Football-Spieler
- William Joseph Brennan, Richter am Obersten Gerichtshof der Vereinigten Staaten
- Warren Buffett, Gründer der Investment-Firma Berkshire Hathaway und dadurch drittreichster US-Amerikaner
- Elon Musk, Gründer von Tesla, Inc. und PayPal
- Donny Deutsch, Gründer der Werbeagentur Deutsch Inc.
- Paul E. Green, Emeritus Professor für Marketing der Wharton School und einer der führenden Forscher zur Conjoint-Analyse
- Jon Huntsman senior, Industrieller (Gründer der Huntsman Corporation)
- Adriano B. Lucatelli, Schweizer Manager und Unternehmer
- Gerard Kleisterlee, Vorsitzender der Vodafone Group und ehemaliger CEO von Philips
- Peter Lynch, ehemaliger Investmentfondsmanager des Magellan Fund und Berater bei Fidelity Investments
- Howard Marks, Gründer der Investmentgesellschaft Oaktree
- Cenk Uygur, Mitbegründer und Hauptmoderator der webbasierten News-Talkshow The Young Turks
- Michael Milken, Finanzier und Investmentbanker
- Juri Milner, Internetinvestor
- Philip D. Murphy, Investmentbanker und Politiker
- Mehmet Oz, Kardiologe, Fernsehmoderator, und US-Senatskandidat
- Sundar Pichai, indischer Manager und CEO von Google Inc.
- Mark Pincus, Unternehmer (Zynga)
- Lew Platt, ehemaliger CEO der Hewlett-Packard Company und Aufsichtsrat der Boeing Company
- Henning Schulte-Noelle, deutscher Versicherungsmanager (Vorstandsvorsitzender der Allianz AG 1991–2003)
- John Sculley, US-amerikanischer Manager, ehemaliger Vize-Präsident von Pepsi-Cola und von 1983 bis 1993 Präsident und CEO von Apple Computer Inc.
- David Sklansky, Bestsellerautor und Pokerspieler
- Donald Trump, Immobilienunternehmer und 45. sowie 47. Präsident der Vereinigten Staaten
- Ivanka Trump, Model und Beraterin ihres Vaters Donald Trump
- Jacob Wallenberg, schwedischer Industrieller
- Fred Wilson, Geschäftsmann
- Klaus Zumwinkel, ehemaliger Vorstandsvorsitzender der Deutsche Post AG
- Nassim Nicholas Taleb, Bestsellerautor und Mathematiker

## Veröffentlichungen
- George S. Day und David J. Reibstein (Hrsg.:) Wharton zur dynamischen Wettbewerbsstrategie, Econ Verlag, Düsseldorf und München 1998, ISBN 978-3-430-17669-9 (Titel der amerikanischen Originalausgabe: Wharton on Dynamic Competitive Strategy, John Wiley & Sons Inc., New York 1994, ISBN 978-0-471-68957-7)